# Szervezeti szocializáció
A szervezeti szocializáció fogalma alatt azt a folyamatot értjük, mely során az egyén egy adott közösség részévé válik, megismeri és elsajátítja annak kultúráját. Amennyiben a munka világára vonatkoztatjuk a folyamatot, nem csupán a személy szociális (társadalmi, közösségi) beilleszkedését foglalja magába, de egyaránt jelenti az egyén munkához, munkakörhöz való szoktatását is. Továbbá fontos, hogy megkülönböztetjük a „szocializáció a munkára”, illetve a „szocializáció a munkavégzés során” folyamatokat is. Előbbi mindazt a hozott anyagot takarja, melyet az egyén családjától, barátaitól eltanult, utóbbi pedig azokat az identitásváltozásokat jelöli, melyek az iskolából a munkára váltás során jelentkeznek. A megfigyelés folyamán fontos szem előtt tartanunk, hogy bár mesterségesen szétválasztható a szocializáció e két aspektusa, valójában ez ugyanazon folyamat két különböző nézőpontja, vagyis az érzékelt történések, bármelyik perspektívából észleljük is, összefüggésben állnak egymással.

## Története
A szocializáció kulcskérdése, hogy hogyan válunk biológiai entitásból társas és kulturális entitássá, azaz milyen folyamatok révén jutunk el onnan, hogy kisgyermekként anya szoknyáját húzogatva kérdezzük, hogy „az a néni miért olyan nagy?” oda, hogy felnőttként már eszünkbe sem jut ilyet hangosan mondani, hiszen tudjuk, érezzük, hogy az helytelen. De miért? Tette fel a jogos kérdést több tudományterület is.  Ahhoz, hogy átfogó és valódi választ kaphassunk a pszichológia, a szociológia és az antropológia tudományának sok évszázados tudását kell összehangolnunk. Eleinte a kutatók nagyrészt azt gondolták, hogy a szocializáció egy véges, a felnőtté válásig tartó folyamat, mely során egyenletes fejlődés figyelhető meg, s csak idővel értették meg, hogy valójában ez egy egész életen átívelő projekt, s e felismerésnek köszönhetően került terítékre a szervezeti szocializáció.

## Gyakorlati hasznok
Amennyiben figyelemmel követjük egy személy munkahelyi szocializálódását, választ kaphatunk arra, hogy megfelel-e az illető a pozícióra, melyre felvették, vagy sem. Az üzleti szférában ez rendkívül hasznos, ám korántsem ez az egyetlen előnye annak, ha a szervezet odafigyel munkavállalói szocializálására. Egy sikeres beilleszkedés végén az egyén úgy érzi, hogy valóban tagja lett a közösségnek, rendszeresen kap visszajelzést, pozitív megerősítést, pontosan tudja hányadán áll a céggel, ezért elégedett a helyzettel. A vállalat pedig gazdagabb lett egy lelkes, motivált munkavállalóval, aki hajlandó áldozatot hozni a munkahelyéért és nem azon töri a fejét, hogy mikor válthatna munkát. Ez a mai hiányos munkaerőpiac és az általánosan magas fluktuáció mellett kulcsfontosságú érték egy szervezet életében. 